# Robert Ménard

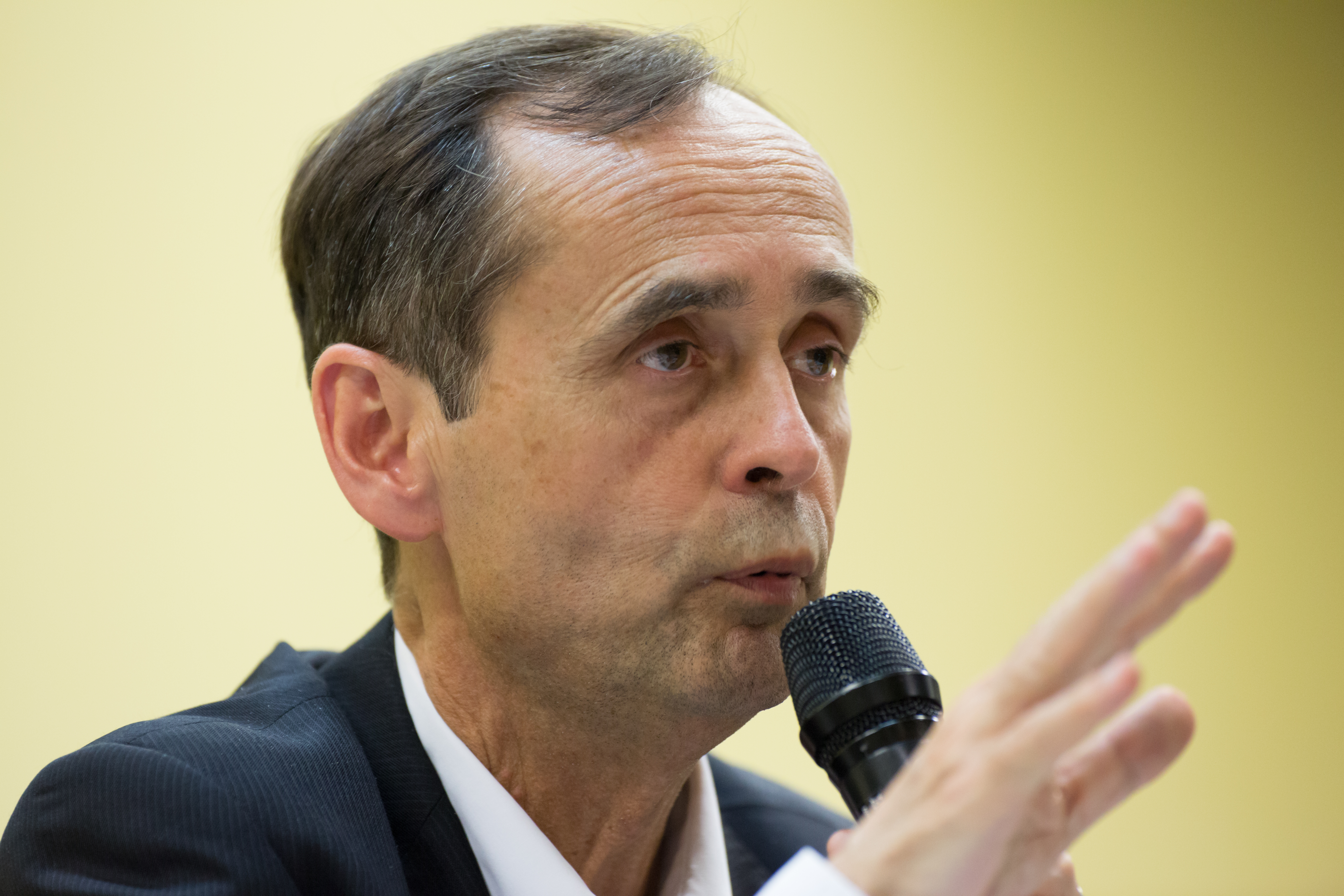
Robert Ménard im 2015 in Toulouse

Robert Ménard (* 6. Juli 1953 in Oran, Algerien) ist ein rechtsextremer französischer Politiker (parteilos) und ehemaliger Journalist. Er war einer der Mitbegründer der nichtstaatlichen Organisation Reporter ohne Grenzen; von 1985 bis 2008 war er ihr Generalsekretär. 2014 wurde er durch Unterstützung rechtsextremer und nationalkonservativer Parteien Bürgermeister der Stadt Béziers.

## Leben

### Herkunft
Ménard wurde in einer in Französisch-Nordafrika ansässigen (Pied-noir), konservativ und katholisch geprägten Familie geboren; sein Vater war Druckereibesitzer und Mitglied der rechten Terrororganisation Organisation de l’armée secrète.
Während der Schulzeit zog seine Familie ins  französische Mutterland und ließ sich im Département Aveyron nieder, wo er in bescheidenen Verhältnissen aufwuchs und eine christliche Schule besuchte. Er wollte ursprünglich Priester werden, wählte dann aber ein Studium der Philosophie an der Universität Montpellier (UPV). Während seiner Studien wurde er, beeinflusst durch den Mai 1968, politisiert und trat 1973 der trotzkistischen Partei Ligue communiste révolutionnaire bei, später fand er seine politische Heimat in der sozialistischen Partei (Parti socialiste, PS) bzw. in deren linkem Flügel Centre d’études, de recherches et d’éducation socialiste („Zentrum für sozialistische Studien, Forschung und Erziehung“). Nach der Wahl François Mitterrands zum Staatspräsidenten 1981 trat er aus der Partei wieder aus.

### Journalistik
1975 gründete er den Piratensender Radio Pomarède und wurde Präsident der Association pour la Libération des Ondes („Vereinigung für die Radiowellenbefreiung“), was ihm den Widerstand der Politik und der etablierten Journalistik entgegenbrachte. Später rief er die unabhängige Zeitschrift Le Petit Biterrois („der kleine Biterrois = Einwohner von Béziers“) ins Leben und arbeitete von 1983 bis 1989 für das Politikressort von Radio France Hérault.

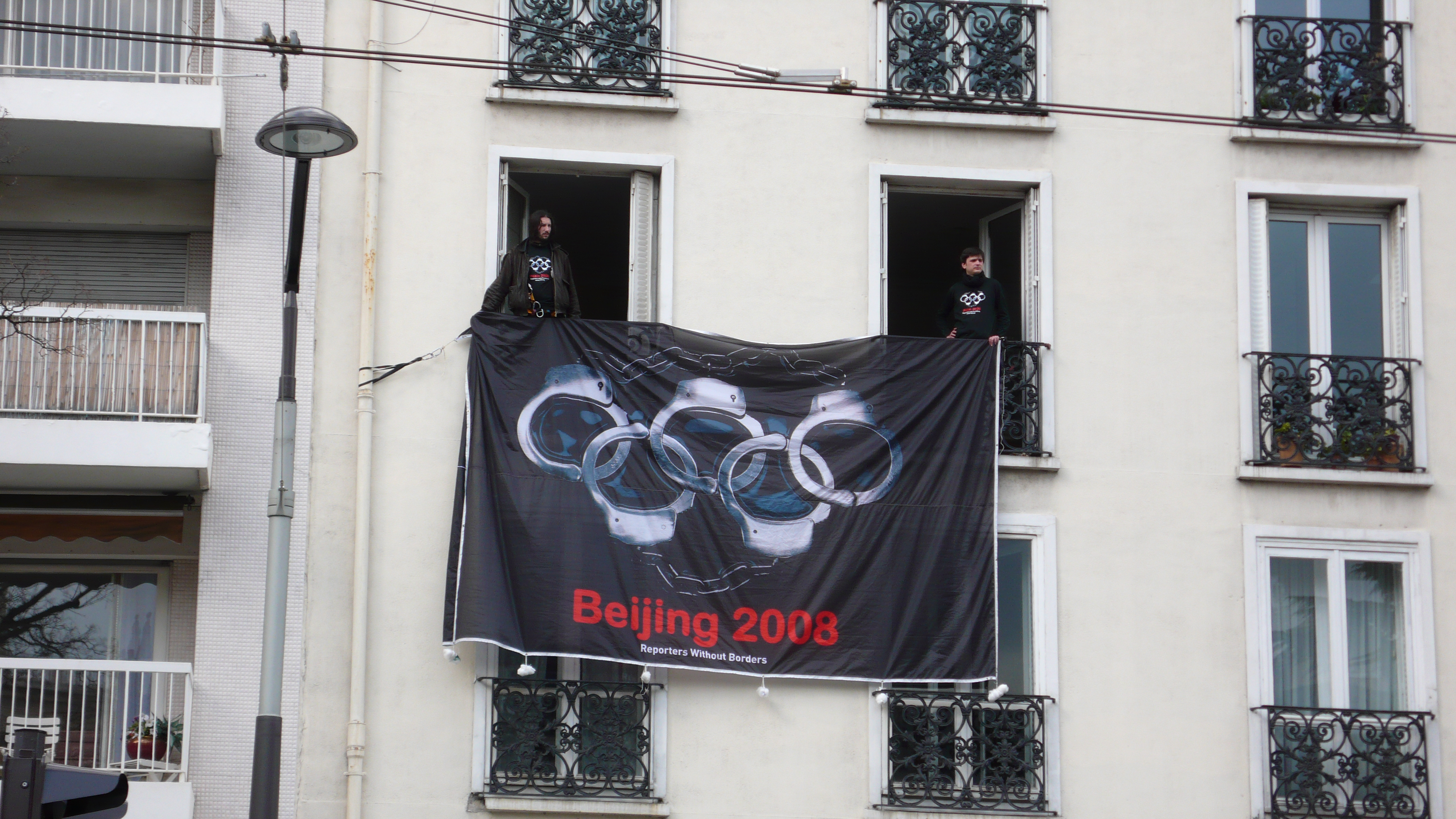
Protestaufruf (2008)

Nach einer Japanreise und seinen Eindrücken von der Dritten Welt gehörte er 1985 in Montpellier gemeinsam mit den Journalisten Rémy Loury, Jacques Molénat und Émilien Jubineau zu den Gründern der Nichtregierungsorganisation (NGO) Reporter ohne Grenzen (ROG). Er übte für die Organisation viele Jahre das Amt des Generalsekretärs aus. 2004 gründete er die Zeitschrift Médias, die ihren Schwerpunkt, wie auch die NGO, auf die Durchsetzung internationaler Pressefreiheit legen sollte.
2008 wurde er erneut arrestiert, als er gegen die Einladung des syrischen Präsidenten Baschar al-Assad zum französischen Nationalfeiertag auf der Ehrentribüne in Paris aktiv wurde. Im Vorfeld der Olympischen Spiele 2008 wurden er und weitere Mitglieder von Reporter ohne Grenzen kurzzeitig inhaftiert wegen ihres Protestes u. a. auf der Kathedrale Notre-Dame de Paris, wo sie ein Transparent anbrachten mit darauf abgebildeten Handschellen (anstatt den olympischen Ringen) gegen die Menschenrechtssituation in der Volksrepublik China im Zusammenhang mit den gewaltsamen Tibetischen Unruhen. In China machte er mit dem Spruch „Freiheit für China, Freiheit für Tibet!“ auf sich aufmerksam.
Im selben Jahr verließ er abrupt ROG und wurde auf Vorschlag von Scheicha Musa bint Nasser al-Missned für weniger als ein Jahr Präsident des Doha Centre for Media Freedom in Katar. Differenzen beendeten seine Amtszeit vorzeitig. 
2008 gründete er den Verlag Mordicus. Von 2011 bis 2012 war er noch für das südfranzösische Privatradio Sud Radio tätig. 2012 wurde er in den Beirat eines georgischen Fernsehsenders des Unternehmers Bidsina Iwanischwili berufen.

### Politik
2014 kandidierte er nach einem Treffen mit Marine Le Pen bei den französischen Kommunalwahlen und wurde dabei u. a. von der sich auf den Gaullismus berufenden, souveränistischen Partei Debout la République, dem nationalkonservativen Mouvement pour la France und der rechtspopulistischen bis rechtsextremen Front National unterstützt. Im März 2014 wurde er, die bürgerlich-rechte UMP und PS-Kandidaten auf die nachfolgenden Plätze verweisend, im zweiten Wahlgang mit 46,96 Prozent der Stimmen zum Bürgermeister von Béziers im Département Hérault gewählt.
Medien berichteten in der Vergangenheit über intensive Kontakte zur extremen politischen Rechten, u. a. der Front National, dem Bloc identitaire und Vertretern der Bewegung Troisième Voie („Dritter Weg“). Ménard vertritt umstrittene Thesen u. a. zur gleichgeschlechtlichen Ehe und zum Islam. 2010 sprach er sich „in bestimmten Fällen“ für die Todesstrafe aus, die in Frankreich seit 1981 abgeschafft ist. Seine ehemaligen Mitstreiter von ROG distanzierten sich 2013 in einem offenen Brief in der Tageszeitung Libération von seinen politischen Ideen.
Im Mai 2015 gab er bekannt, den Anteil muslimischer Kinder an den Kindergärten, Vor- und Grundschulen der von ihm als Bürgermeister regierten Stadt Beziers ermittelt zu haben; zur Zählung hatte er, wie er sagte, dabei die Vornamen der Kinder verwendet. Dass er damit gegen ein Verbot zur Erhebung solcher Art von Daten verstieß, war ihm nach eigenen Angaben klar. Vertreter der staatstragenden Parteien in Frankreich verurteilten Ménards Vorgehen scharf; auch Marine Le Pen von der rechtsextremen Partei Front National distanzierte sich von ihm. Das Erheben von Bevölkerungsstatistiken nach rassischer oder ethnischer Herkunft oder gemäß religiöser Überzeugungen ist in Frankreich strafbar und kann mit Geldstrafe bis 300.000 Euro oder bis zu 5 Jahren Haft geahndet werden. Ein Strafverfahren gegen Ménard in der Sache wurde im September 2019 eingestellt, nachdem die Ermittler keinerlei Hinweise auf eine tatsächliche Datenerhebung gefunden hatten.

## Familie
Ménard ist Mitglied der römisch-katholischen Kirche und hat Verbindungen zum Opus Dei. Er ist verheiratet mit Emmanuelle Duverger (ehemalige Rechtsanwältin und Herausgeberin von Médias), mit der er mehrere Schriften publizierte, und Vater von drei Kindern.

## Auszeichnungen
- 2005: Sacharow-Preis für geistige Freiheit (an Reporter ohne Grenzen)
- 2008: Mitglied der Ehrenlegion (Ritter)
- 2009: Henri-Nannen-Preis[3]

## Schriften (Auswahl)
- mit Géraldine Faes: Ces journalistes que l'on veut faire taire: Reporters sans Frontières. Éditions Albin Michel, Paris 2001.
- mit Emmanuelle Duverger: La Censure des bien-pensants. Éditions Albin Michel, Paris 2003.
- Des libertés et autres chinoiseries: de Reporters sans frontières aux JO de Pékin. R. Laffont, Paris 2008.
- mit Élisabeth Lévy, Léonard Vincent: Les Français sont-ils antisémites? Mordicus, Paris 2009.
- mit Thierry Steiner: Mirages et cheikhs en blanc: enquête sur la face cachée du Qatar, le coffre-fort de la France. Éditions du Moment, Paris 2010.
- mit Emmanuelle Duverger: Vive Le Pen ! (= Coups de colère). Éditions Mordicus, Paris 2011.
- mit Thierry Rolando: Vive l'Algérie française (= Coups de colère). Éditions Mordicus, Paris 2012.